# 아라이 히카루
아라이 히카루(일본어: 新井 光, 1999년 4월 14일~)는 일본의 축구 선수로, 현재 J3 리그 구단인 FC 이마바리 소속으로 뛰고 있다.

## 경력
AC 나가노 파르세이로 유소년팀에서 성장한 그누 일본 U-15와 U-16 대표팀에도 출전할 기회를 얻게 되었다. 나가노 고등학교 재학 중에 쇼난 벨마레는 2017년 4월부터 그를 특별 지명 선수로 선택했고, 그는 다음 해에 구단에 합류하게 되었다.
2020년부터 2022년까지 J3리그 의 가이나레 돗토리 와 후쿠시마 유나이티드 FC로 임대된 후 2022년 12월 16일, 아라이는 다가오는 2023 시즌을 위해 FC 이마바리로 이적했다.